# Susam
Susam (bułg. Сусам) – wieś w południowej Bułgarii, w obwodzie Chaskowo i gminie Minerałni bani.
Wieś położona 20 km od Chaskowa i 2 km od Minerałni bani, niedaleko Rodopów.
Nazwa wsi w języku bułgarskim oznacza sezam. Po raz pierwszy nazwa miejscowości została wymieniona w rejestrze zbiorów dziesięcin podatkowych w 1848/9 roku.